# Real del Oro
Real del Oro är en ort i Mexiko.   Den ligger i kommunen Ursulo Galván och delstaten Veracruz, i den sydöstra delen av landet, 280 km öster om huvudstaden Mexico City. Real del Oro ligger 30 meter över havet och antalet invånare är 837.
Terrängen runt Real del Oro är platt, och sluttar österut. Runt Real del Oro är det ganska tätbefolkat, med 172 invånare per kvadratkilometer. Närmaste större samhälle är Zempoala, 2,3 km norr om Real del Oro. Trakten runt Real del Oro består till största delen av jordbruksmark.